# Tour Totem
La tour Totem est un gratte-ciel résidentiel de luxe, disposant de 31 étages et deux sous-sols  situé dans le quartier du Front de Seine, dans le 15e arrondissement de Paris, en France.
Construite de 1976 à 1979 par le groupe Andrault et Parat, la tour Totem comprend 207 logements.
Les blocs de logement sont accrochés en grappe sur une structure porteuse centrale apparente composée de 4 poteaux et de poutres de 14 mètres de porte-à-faux, leur orientation est censée optimiser leur vue sur la Seine. La décoration de son hall est l’œuvre de l'artiste Yvette Vincent-Alleaume.
Avec une physionomie immédiatement identifiable, de style brutaliste, c'est l'une des tours les plus originales du Front de Seine.

## Dans la littérature
Florent-Claude Labrouste, le héros du roman de Michel Houellebecq Sérotonine, y habite au 29e étage. Il déteste « cette gigantesque morille de béton » et affirme que la tour Totem a « plusieurs fois été classée parmi les bâtiments les plus laids de Paris. »